# Tamás Gruborovics
Tamás Gruborovics (Seghedino, 3 luglio 1984) è un ex calciatore ungherese, di ruolo centrocampista.

## Carriera
Ha collezionato oltre 200 presenze nella massima serie finlandese con varie squadre.